# Körösgyéres
Körösgyéres (Girișu de Criș), település Romániában, a Partiumban, Bihar megyében.

## Fekvése
A Sebes-Körös mellett, Nagyváradtól nyugatra, Köröstarján és Vizesgyán között fekvő település.

## Története
Körösgyéres nevét a Bécsi Kódex említette először a 13. században, Győrlaka néven.
1326 előtt az Ákos nemzetségbeli Elleus birtoka volt, fiai ez évben eladták Mikeh bánnak.
1330-ban a Czibak család birtoka volt, akiknek ez az ága azután Gyéresinek írta magát. Czibak Mihály fia utód nélkül halt meg, ezért 1563-ban I. Miksa király adománylevele alapján Mágocsy Gáspár tornai főispán, majd pedig ennek örököse; sövényházi Móricz Lőrincz birtoka  lett.
A 16. században ismét a Czibak család és a Nadányiak voltak a birtokosai. Később a nagyváradi 1. sz. püspök lett a földesura.
Ide tartoztak Álcsi, Mácsa, Veres és Erzsébet puszták is.
Mácsa-puszta már a 13. század elején a váradi püspök és káptalan birtokaként szerepelt, ősi templomának helye a majortól északra volt.
Gyires határában állt egykor Kecset falu is.
1910-ben 1932 lakosából 280 magyar, 1641 román volt. Ebből 521 görögkatolikus, 133 református, 1133 görögkeleti ortodox volt.

## Nevezetességek
- Görögkatolikus temploma - 1801-ben épült.
- Görög keleti temploma - 1790-ben készült el.